# USS Atlanta (SSN-813)
El USS Atlanta (SSN-813) será el duodécimo submarino nuclear de ataque de la clase Virginia Bloque V de la Armada de los Estados Unidos. Llevará el nombre de la ciudad de Atlanta en Georgia. Recibió el nombre de la ciudad debido al entonces reciente derrumbe del puente Francis Scott Key.
El Atlanta y su buque gemelo USS Baltimore (SSN-812) fueron pedidos durante el presupuesto del año fiscal 2024 por un coste combinado de 9,4 mil millones de dólares.